# Человек с Марса
«Человек с Марса» (пол. Człowiek z Marsa) — литературный дебют польского писателя Станислава Лема. Небольшой роман был написан ещё в период оккупации Польши германскими войсками, и издавался с продолжением в журнале Nowy Świat Przygód (1946, № 1—31). До 1985 года не переиздавался, пока не вышло «пиратское» (фэнзиновское) издание. Официальное польское издание последовало только в 1994 году (на немецком языке — в 1989 году). Сам Лем отрицательно относился к своему дебюту, и однажды заявил, что «это была крайне наивная и слабая вещь, о которой следовало бы забыть».

## Сюжет
Действие романа происходит в Нью-Йорке, США, приблизительно в конце 1944 или начале 1945 года (в тексте упоминается, что идёт зима и война с Японией ещё не закончена). Молодой безработный репортёр случайно оказывается в засекреченной группе ведущих мировых учёных и становится свидетелем попыток наладить контакт с ареоантропом, чей корабль потерпел катастрофу на территории Дакоты. Пришелец оказался агрессивным телепатом, подчинил своей власти одного из членов исследовательской группы и лишь с большим трудом его смогли одолеть и уничтожить.

## Проблематика
Ещё на заре писательской карьеры Лем высказал в романе ряд своих постоянных идей, в частности — убежденности в невозможности эффективного контакта между различными культурами и цивилизациями вселенной. Марсианин описан как сгусток разумной протоплазмы с принципиально иной биохимией организма: он нуждается в постоянном радиоактивном облучении. Оно создаётся сложными инженерными устройствами, сращёнными с биологической материей ареоантропа.

## Литературные особенности
В предисловии к сборнику своих ранних произведений Irrläufer (Frankfurt am Main, 1989) С. Лем вспоминал, что писал роман, «…чтобы на несколько часов забыть о войне, о том геноциде, что царил в Генерал-губернаторстве». Сам автор подчёркивал, что некоторые сюжетные ходы, а также идеи «Человека с Марса» впоследствии повторялись в его зрелых работах.

Голос мой был ещё не окрепшим, стиль — неуверенным, почерк — неуклюжим, но, казалось, в этих историях что-то должно вот-вот появиться; это развивалась способность писать, как у ребёнка — способность ходить: это то, что даётся свыше в виде задатков потенциальных навыков и что будет — или что может быть — воплощено….

## Издания
- Лем С. Человек с Марса. — М.: Эксмо-пресс, 1998. — 448 с.
- Лем С. Человек с Марса // Магелланово облако; Человек с Марса; Астронавты. — М.: ООО «Издательство АСТ», 2003. — С. 363—453.
- Лем С. Человек с Марса // Высокий замок. — М.: АСТ, Хранитель, АСТ Москва, 2007. — 720 с. То же издание воспроизведено в серии «под Дозоры».
- Лем С. Человек с Марса / Пер. Е. Вайсброта. — М.: АСТ, 2010. — 160 с. То же издание воспроизведено в серии «Классическая и современная проза».